# Pleroma marinana
Pleroma marinana é um vegetal nativo do Brasil. A espécie é similar à Tibouchina radula, e como tal era classificada até a década de 2010.
Posteriormente, após estudos moleculares feitos em alguns espécimes, constatou-se a diferença genética e a espécie foi descrita. Seu nome é uma homenagem à ex-senadora e ex-ministra do meio-ambiente do Brasil, Marina Silva, que plantou um exemplar no Jardim Botânico do Rio de Janeiro, em 2005, antes da descrição formal da espécie.